# 산테우사니오델산그로
산테우사니오델산그로(이탈리아어: Sant'Eusanio del Sangro)는 이탈리아 아브루초주 키에티도에 있는 코무네이다.